# Район Ісоґо
35°24′8″ пн. ш. 139°37′8″ сх. д. / 35.40222° пн. ш. 139.61889° сх. д.
Райо́н Ісоґо́ (яп. 磯子区, いそごく, МФА: [isogo ku̥], «Ісоґоський район») — район міста Йокогама префектури Канаґава в Японії. Станом на 1 квітня 2009 площа району становила 19,17 км². Станом на 1 липня 2011 населення району становило 162 641 осіб.